# Marcetia grandiflora
Marcetia grandiflora är en tvåhjärtbladig växtart som beskrevs av Markgr.. Marcetia grandiflora ingår i släktet Marcetia och familjen Melastomataceae. Inga underarter finns listade i Catalogue of Life.